# Сезар (кінопремія, 1991)
16-та церемонія вручення нагород премії «Сезар» Академії мистецтв та технологій кінематографа за заслуги у царині французького кінематографу за 1990 рік відбулася 9 березня 1991 року в Театрі Єлисейських полів (Париж, Франція). 
Церемонія проходила під головуванням акторки Софі Лорен, розпорядником та ведучим виступив актор, співак та літератор Рішар Боренже. Найкращим фільмом визнано стрічку Сірано де Бержерак режисера Жана-Поля Раппно.

## Статистика
Фільми, що отримали декілька номінацій:
| Фільм                                         | Номінації | Перемоги |
| --------------------------------------------- | --------- | -------- |
| • Сірано де Бержерак / Cyrano de Bergerac     | 13        | 10       |
| • Нікіта / Nikita                             | 9         | 1        |
| • Чоловік перукарки / Le Mari de la coiffeuse | 7         | —        |
| • Уран / Uranus                               | 6         | —        |
| • Маленький злочинець / Le Petit Criminel     | 5         | 1        |
| • Скромниця» / La Discrète                    | 5         | 3        |
| • Мілу у травні / Milou en mai                | 4         | 1        |
| • Слава мого батька» / La Gloire de mon père  | 4         | —        |
| • Замок моєї матері / Le Château de ma mère   | 3         | —        |
| • Тітонька Даніель / Tatie Danielle           | 3         | —        |
| • Вікенд на двох» / Un week-end sur deux      | 2         | —        |
| • Ласнер» / Lacenaire                         | 2         | —        |

## Список лауреатів та номінантів
★Переможців виділено окремим кольором.

### Основні категорії
| Категорії                                       | Лауреати та номінанти | Лауреати та номінанти                                                                         |                                                               |
| ----------------------------------------------- | --- | --------------------------------------------------------------------------------------------- | ------------------------------------------------------------- |
| Найкращий фільм                                 | ★ Сірано де Бержерак / Cyrano de Bergerac (реж.: Жан-Поль Раппно)                                                                                                 | ★ Сірано де Бержерак / Cyrano de Bergerac (реж.: Жан-Поль Раппно)                             |                                                               |
| Найкращий фільм                                 | • Чоловік перукарки / Le Mari de la coiffeuse (реж.: Патріс Леконт)                                                                                               |                                                                                               |                                                               |
| Найкращий фільм                                 | • Маленький злочинець (реж.: Жак Дуайон) |                                                                                               |                                                               |
| Найкращий фільм                                 | • Нікіта / Nikita (реж.: Люк Бессон) |                                                                                               |                                                               |
| Найкращий фільм                                 | • Уран / Uranus (реж.: Клод Беррі) |                                                                                               |                                                               |
| Найкраща режисерська робота                     | | ★ Жан-Поль Раппно за фільм «Сірано де Бержерак»                                               | ★ Жан-Поль Раппно за фільм «Сірано де Бержерак»               |
| Найкраща режисерська робота                     | • Патріс Леконт — «Чоловік перукарки» |                                                                                               |                                                               |
| Найкраща режисерська робота                     | • Жак Дуайон — «Маленький злочинець» |                                                                                               |                                                               |
| Найкраща режисерська робота                     | • Люк Бессон — «Нікіта» |                                                                                               |                                                               |
| Найкраща режисерська робота                     | • Клод Беррі — «Уран» |                                                                                               |                                                               |
| Найкращий актор                                 | | ★ Жерар Депардьє — «Сірано де Бержерак» (за роль Сірано де Бержерака)                         |                                                               |
| Найкращий актор                                 | • Даніель Отей — «Ласнер» (Lacenaire (film)) (за роль П'єра Франсуа Ласнера)                                                                                      |                                                                                               |                                                               |
| Найкращий актор                                 | • Фабріс Лукіні — «Скромниця» (La Discrète) (за роль Антуана) |                                                                                               |                                                               |
| Найкращий актор                                 | • Мішель Пікколі — «Мілу у травні» (за роль Мілу В'єзака) |                                                                                               |                                                               |
| Найкращий актор                                 | • Жан Рошфор — «Чоловік перукарки» (за роль Антуана) |                                                                                               |                                                               |
| Найкращий актор                                 | • Мішель Серро — «Доктор Петіо» (Docteur Petiot (film)) (за роль д-ра Марселя Петіо)                                                                              |                                                                                               |                                                               |
| Найкраща акторка                                | | ★ Анн Парійо — «Нікіта» (за роль Нікіти́)                                                      |                                                               |
| Найкраща акторка                                | • Наталі Бай — «Вікенд на двох» (Un week-end sur deux) (за роль Камілли Вальмон)                                                                                  |                                                                                               |                                                               |
| Найкраща акторка                                | • Анн Броше (Anne Brochet) — «Сірано де Бержерак» (за роль Роксани)                                                                                               |                                                                                               |                                                               |
| Найкраща акторка                                | • Цілла Шелтон (Tsilla Chelton) — «Тітонька Даніель» (за роль тітоньки Даніель Бійяр)                                                                             |                                                                                               |                                                               |
| Найкраща акторка                                | • Міу-Міу — «Мілу у травні» (за роль Камілли) |                                                                                               |                                                               |
| Найкращий актор другого плану                   | | ★ Жак Вебер — «Сірано де Бержерак» (за роль графа де Гіша)                                    |                                                               |
| Найкращий актор другого плану                   | • Мішель Дюшоссуа — «Мілу у травні» (за роль Жоржа) |                                                                                               |                                                               |
| Найкращий актор другого плану                   | • Мішель Галабрю — «Уран» (за роль Монгли) |                                                                                               |                                                               |
| Найкращий актор другого плану                   | • Моріс Гаррель — «Скромниця» (за роль Жана) |                                                                                               |                                                               |
| Найкращий актор другого плану                   | • Даніель Прево — «Уран» (за роль Рошара) |                                                                                               |                                                               |
| Найкраща акторка другого плану                  | | ★ Домінік Блан — «Мілу у травні» (за роль Клер)                                               |                                                               |
| Найкраща акторка другого плану                  | • Катрін Жакоб (Catherine Jacob) — «Тітонька Даніель» (за роль Катрін Бійяр)                                                                                      |                                                                                               |                                                               |
| Найкраща акторка другого плану                  | • Одетт Лор (Odette Laure) — «Ностальгія за татусем» (за роль Міше)                                                                                               |                                                                                               |                                                               |
| Найкраща акторка другого плану                  | • Даніель Лебрюн (Danièle Lebrun) — «Уран» (за роль мадам Аршамбе)                                                                                                |                                                                                               |                                                               |
| Найкраща акторка другого плану                  | • Тереза Ліотар (Thérèse Liotard) — «Слава мого батька» (La Gloire de mon père (film)) та «Замок моєї матері» (Le Château de ma mère (film)) (за роль тітки Рози) |                                                                                               |                                                               |
| Найперспективніший актор                        | | ★ Жеральд Томассен (Gérald Thomassin) — «Маленький злочинець»                                 | ★ Жеральд Томассен (Gérald Thomassin) — «Маленький злочинець» |
| Найперспективніший актор                        | • Алекс Дека (Alex Descas) — «Плювати на смерть» (S'en fout la mort)                                                                                              |                                                                                               |                                                               |
| Найперспективніший актор                        | • Марк Дюре (Marc Duret) — «Нікіта» |                                                                                               |                                                               |
| Найперспективніший актор                        | • Венсан Перес — «Сірано де Бержерак» |                                                                                               |                                                               |
| Найперспективніший актор                        | • Філіп Юшан (Philippe Uchan) — «Слава мого батька» та «Замок моєї матері»                                                                                        |                                                                                               |                                                               |
| Найперспективніша акторка                       | | ★ Жюдіт Анрі (Judith Henry) — «Скромниця»                                                     |                                                               |
| Найперспективніша акторка                       | • Клотильда Куро (Clotilde Courau) — «Маленький злочинець» |                                                                                               |                                                               |
| Найперспективніша акторка                       | • Флоранс Дарель (Florence Darel) — «Уран» |                                                                                               |                                                               |
| Найперспективніша акторка                       | • Жюдіт Годреш — «Розчарована» (La Désenchantée) |                                                                                               |                                                               |
| Найперспективніша акторка                       | • Ізабель Нанті — «Тітонька Даніель» |                                                                                               |                                                               |
| Найкращий оригінальний або адаптований сценарій | ★ Жан-П'єр Ронссен (Jean-Pierre Ronssin) та Крістіан Венсан (Christian Vincent) — «Скромниця»                                                                     | ★ Жан-П'єр Ронссен (Jean-Pierre Ronssin) та Крістіан Венсан (Christian Vincent) — «Скромниця» |                                                               |
| Найкращий оригінальний або адаптований сценарій | • Жан-Клод Карр'єр та Жан-Поль Раппно — «Сірано де Бержерак» |                                                                                               |                                                               |
| Найкращий оригінальний або адаптований сценарій | • Клод Клоц (Patrick Cauvin) та Патріс Леконт — «Чоловік перукарки»                                                                                               |                                                                                               |                                                               |
| Найкращий оригінальний або адаптований сценарій | • Жак Дуайон — «Маленький злочинець» |                                                                                               |                                                               |
| Найкраща музика до фільму                       | ★ Жан-Клод Петі (Jean-Claude Petit (compositeur)) за музику до фільму «Сірано де Бержерак»                                                                        | ★ Жан-Клод Петі (Jean-Claude Petit (compositeur)) за музику до фільму «Сірано де Бержерак»    |                                                               |
| Найкраща музика до фільму                       | • Владімір Косма — «Слава мого батька» та «Замок моєї матері» |                                                                                               |                                                               |
| Найкраща музика до фільму                       | • Ерік Серра — «Нікіта» |                                                                                               |                                                               |
| Найкращий монтаж                                | ★Ноель Буассон (Noëlle Boisson) — «Сірано де Бержерак» | ★Ноель Буассон (Noëlle Boisson) — «Сірано де Бержерак»                                        |                                                               |
| Найкращий монтаж                                | • Джоелль Аш (Joëlle Hache) — «Чоловік перукарки» |                                                                                               |                                                               |
| Найкращий монтаж                                | • Олів'є Моффруа — «Нікіта» |                                                                                               |                                                               |
| Найкраща операторська робота                    | | ★ П'єр Ломм — «Сірано де Бержерак»                                                            |                                                               |
| Найкраща операторська робота                    | • Едуарду Серра — «Чоловік перукарки» |                                                                                               |                                                               |
| Найкраща операторська робота                    | • Т'єррі Арбоґаст — «Нікіта» |                                                                                               |                                                               |
| Найкращі декорації                              | ★ Еціо Фріджеріо — «Сірано де Бержерак» | ★ Еціо Фріджеріо — «Сірано де Бержерак»                                                       |                                                               |
| Найкращі декорації                              | • Іван Мосьон — «Чоловік перукарки» |                                                                                               |                                                               |
| Найкращі декорації                              | • Ден Вейл (Dan Weil) — «Нікіта» |                                                                                               |                                                               |
| Найкращі костюми                                | ★ Франка Скуарчапіно — «Сірано де Бержерак» | ★ Франка Скуарчапіно — «Сірано де Бержерак»                                                   |                                                               |
| Найкращі костюми                                | • Аньєс Негре — «Слава мого батька» |                                                                                               |                                                               |
| Найкращі костюми                                | • Івонн Сассіно Де Нель (Yvonne Sassinot de Nesle) — «Ласнер» |                                                                                               |                                                               |
| Найкращий звук                                  | ★ П'єр Ґаме (Pierre Gamet) та Домінік Еннекен (Dominique Hennequin) — «Сірано де Бержерак»                                                                        | ★ П'єр Ґаме (Pierre Gamet) та Домінік Еннекен (Dominique Hennequin) — «Сірано де Бержерак»    |                                                               |
| Найкращий звук                                  | • Мішель Барльє, П'єр Бефве та Жерар Ламп (Gérard Lamps) — «Нікіта»                                                                                               |                                                                                               |                                                               |
| Найкращий звук                                  | • П'єр-Ален Бесс, Анрі Морелль та Франсуа Мюссі — «Нова хвиля» |                                                                                               |                                                               |
| Найкращий дебютний фільм                        | ★ Крістіан Венсан — «Скромниця» | ★ Крістіан Венсан — «Скромниця»                                                               |                                                               |
| Найкращий дебютний фільм                        | • Ферід Богхедір (араб.) — «Хлопчик на даху» (араб.) |                                                                                               |                                                               |
| Найкращий дебютний фільм                        | • Олександр Адабашьян — «Мадо, до запитання» |                                                                                               |                                                               |
| Найкращий дебютний фільм                        | • Бріжит Роюан (Brigitte Roüan) — «Ультрамарин» (Outremer (film))                                                                                                 |                                                                                               |                                                               |
| Найкращий дебютний фільм                        | • Ніколь Гарсія — «Вікенд на двох» |                                                                                               |                                                               |
| Найкращий короткометражний документальний фільм | ★ «Валіза» / La valise (реж.: Франсуа Амаду) | ★ «Валіза» / La valise (реж.: Франсуа Амаду)                                                  |                                                               |
| Найкращий короткометражний документальний фільм | • «Тай ті чан» / Tai ti chan (реж.: Чі Ян Вонг) |                                                                                               |                                                               |
| Найкращий короткометражний ігровий фільм        | ★ «Дрібниці» / Foutaises (реж.: Жан-П'єр Жене) | ★ «Дрібниці» / Foutaises (реж.: Жан-П'єр Жене)                                                |                                                               |
| Найкращий короткометражний ігровий фільм        | • «Дві кімнати/кухня» / Deux pièces/cuisine (реж.: Філіп Гаррель)                                                                                                 |                                                                                               |                                                               |
| Найкращий короткометражний ігровий фільм        | • «Фінал» / Final (реж.: Ірен Жуанне) |                                                                                               |                                                               |
| Найкращий короткометражний ігровий фільм        | • «Юлоз» / Uhloz (реж.: Ґай Жак) |                                                                                               |                                                               |
| Найкращий фільм іноземною мовою                 | США ★ Спілка мертвих поетів / Dead Poets Society (США, реж. Пітер Вір)                                                                                            | США ★ Спілка мертвих поетів / Dead Poets Society (США, реж. Пітер Вір)                        |                                                               |
| Найкращий фільм іноземною мовою                 | Іспанія • Зв'яжи мене! / ¡Átame! (Іспанія, реж. Педро Альмодовар)                                                                                                 |                                                                                               |                                                               |
| Найкращий фільм іноземною мовою                 | США • Славні хлопці / Goodfellas (США, реж. Мартін Скорсезе) |                                                                                               |                                                               |
| Найкращий фільм іноземною мовою                 | США • Красуня / Pretty Woman (США, реж. Гаррі Маршалл) |                                                                                               |                                                               |
| Найкращий фільм іноземною мовою                 | СРСР • Таксі-блюз (СРСР, реж. Павло Лунгін) |                                                                                               |                                                               |

### Спеціальні нагороди
| Нагорода         | Лауреати   | Лауреати        |
| ---------------- | ---------- | --------------- |
| Почесний «Сезар» |            | ★ Жан-П'єр Омон |
| Почесний «Сезар» | Софі Лорен | ★ Софі Лорен    |